# Alfredo Norberto Bica
Alfredo Norberto Bica (São Gabriel, 8 de outubro de 1911 – Rio de Janeiro, 2002) foi um médico brasileiro,  filho de Ricardo Bica Filho e Alice Norberto Bica.

## Formação acadêmica
Formou-se em 1933 pela Faculdade de Medicina da Universidade do Rio de Janeiro, atual Universidade Federal do Rio de Janeiro. Durante a graduação frequentou o Curso de Aplicação do Instituto Oswaldo Cruz (1930-1932). Nos Estados Unidos realizou o mestrado na Escola de Saúde Pública da Universidade de Harvard (1938-1939) e o Curso de Especialização em Epidemiologia e Estatística na Escola de Saúde Pública da Universidade de Columbia (1948-1949).

## Trajetória profissional
Iniciou sua trajetória profissional como assistente da cadeira de Clínica de Doenças Tropicais e Infecciosas da Faculdade de Medicina (1934-1935). Ainda em 1935 ingressou no Ministério da Educação e Saúde na qualidade de subinspetor sanitário concursado, cargo que teve a sua denominação alterada para médico sanitarista em 1937. Além disso, atuou no ministério como delegado federal de saúde da 4ª Região – Pernambuco (1937-1938 e 1940-1941), chefe da Seção de Epidemiologia do Serviço Nacional de Peste (1942-1948 e 1949-1950), diretor interino do Serviço Nacional de Peste (1941-1950) e professor de cursos de saúde pública organizados pelos Departamento Nacional de Saúde e Departamento Nacional da Criança (1941-1950). Por autorização do governo brasileiro foi posto à disposição da Repartição Sanitária Pan-Americana da Organização Pan-Americana da Saúde, sediada em Washington, onde chefiou a Seção de Epidemiologia e Estatística (1950-1952), o Departamento de Doenças Transmissíveis (1952-1970) e a Divisão de Saúde Pública (1958-1959). Após retornar ao Brasil, ficou lotado na Superintendência de Campanhas de Saúde Pública até se aposentar em 1980. Nesse período também exerceu as funções de secretário de Saúde Pública do Ministério da Saúde (1970-1972), representante do ministério junto ao Conselho Diretor da Cruz Vermelha Brasileira (1970-1980), membro do Conselho de Administração da Fundação Instituto Oswaldo Cruz (1972-1974), assessor do ministro da Saúde (1972-1979), membro da Comissão Técnica da Campanha Nacional Contra a Tuberculose (1973-1975 e 1976-1977) e superintendente técnico do Instituto Viscondessa de Moraes da Fundação Ataulpho de Paiva (1974-1979). Foi agraciado com as medalhas Adolfo Lutz (1966) e do Saneador do Rio de Janeiro (1972). Integrou a Associação Americana de Saúde Pública (1939), a Sociedade Brasileira de Higiene (1948), o Painel de Especialistas em Doenças Virais da Organização Mundial da Saúde (1971-1980), a Comissão Nacional de Prevenção do Cólera (1973), entre outras.